# Ritter (Oregon)
Ritter (korábbi névváltozata Ritter Hot Springs) az Amerikai Egyesült Államok északnyugati részén, Oregon állam Grant megyéjében, a John Day folyó középső ága mentén elhelyezkedő önkormányzat nélküli település.
A település nevét az itt élő Joseph Ritter tiszteletesről kapta. A posta kezdetben a McDuffee (ma Ritter) termálvizes forrásnál volt, de 1988-ban az egykori iskolaépületbe költöztették. A hivatal 2009-ben szűnt meg.
A termálvizet az Umatilla és a térségbeli bányák között utazó William Neal McDuffee fedezte fel.

## Fordítás
- Ez a szócikk részben vagy egészben  a   Ritter, Oregon című angol Wikipédia-szócikk ezen változatának fordításán alapul.  Az eredeti cikk szerkesztőit annak laptörténete sorolja fel. Ez a jelzés csupán a megfogalmazás eredetét és a szerzői jogokat jelzi, nem szolgál a cikkben szereplő információk forrásmegjelöléseként.